# Hattjärn (naturreservat)
Hattjärn är ett naturreservat i Rättviks kommun i Dalarnas län.
Området är naturskyddat sedan 2010 och är 157 hektar stort. Reservatet består av granskog och på den tidigare fäbodens inägor lövträd och mindre våtmarker kring Hattjärn.